# ستار للطيران
ستار للطيران: شركة طيران جزائرية تأسست سنة 2001م بشراكة بين مجموعة ريدميد REDMED الجزائرية المتخصصة في خدمات حقول البترول وشركة زيمكس للطيران ZIMEX السويسرية.

## الأسطول
- 8 طائرات من نوع بيلاتوس بي سي-6
- 2 طائرات من نوع بوينغ 737-900 (طلبات)
- 2 طائرات من نوع دي هافيلاند كندا دي إتش سي 6 توين أوتر
- 3 طائات من نوع Beechcraft Super King Air [2]

## الخدمات
تقدم ستار للطيران خدمات نقل عمال البترول، وخدمات صيانة الطائرات، والشحن الجوي، وتدريب الطيارين.

## وصلات خارجية
- -الموقع الرسمي لستار للطيران
- -الموقع الرسمي لزيمكس